# Isola (nome)
Isola  è un nome proprio di persona italiano femminile.

## Varianti
- Femminili: Isora[1][2]
  - Alterati: Isolina[1][2], Isoletta[1][2], Isoliera[2]
- Maschili: Isolo[1][2], Isoro[1][2]
  - Alterati: Isolino[1][2], Isoletto[2], Isoliero[1][2]

## Origine e diffusione
Nonostante quanto si potrebbe pensare di primo acchito, questo nome probabilmente non ha nulla a che vedere con il concetto di "isola" (che deriva dal latino terra insula, a sua volta composto dalla particella in, "dentro", "in", e dal termine salum, "alto mare", forse dal greco antico σάλος, sàlos, "ondeggiamento", "fluttuazione", quindi letteralmente "terra in mezzo al mare"). Si tratta invece, con più probabilità, di una forma derivata o in qualche modo alterata di nomi quali Isa, Lisa ed Elisa. La forma Isolina, ormai usata indipendentemente, può anche essere ricondotta al nome Isotta.
Secondo dati pubblicati negli anni 1970, in Italia il nome era attestato nel Centro-Nord, specialmente in Toscana ed Emilia-Romagna.

## Onomastico
L'onomastico viene festeggiato il 1º novembre, festa di Ognissanti, poiché questo nome non ha santa patrona e quindi è adespota.

## Persone

### Variante Isolina
- Isolina Carrillo, compositrice, musicista e cantante cubana

## Il nome nelle arti
- Fioravante e la bella Isolina è una fiaba pisana compresa nelle Fiabe italiane raccolte da Italo Calvino.
- Isolina è un saggio romanzato del 1985 di Dacia Maraini, vincitore del Premio Fregene, che tratta dell'omicidio di Isolina Canuti, ragazza veronese trovata a pezzi nell'Adige nell'anno 1900.
- Isolina è una canzone del 1970 di Claudio Baglioni.
- Isolina è un personaggio del dramma Processo di famiglia di Diego Fabbri.
- Isolina è un personaggio del film del 1970 Il divorzio, diretto da Romolo Guerrieri.
- Isolina Fornaciari è un personaggio del film del 1955 Il bigamo, diretto da Luciano Emmer.
- Isolina Razzi è un personaggio del film del 1999 Panni sporchi, diretto da Mario Monicelli.